# Cymothoe sultani
Cymothoe sultani är en fjärilsart som beskrevs av Felix Bryk 1915. Cymothoe sultani ingår i släktet Cymothoe och familjen praktfjärilar. Inga underarter finns listade i Catalogue of Life.